# Le Quartier
Le Quartier település Franciaországban, Puy-de-Dôme megyében. Lakosainak száma 216 fő (2022. január 1.). Le Quartier La Cellette, La Crouzille, Gouttières, Pionsat, Teilhet, Virlet és Youx községekkel határos.

## Népesség
A település népességének változása:
| Lakosok száma | 207  | 209  | 218  | 214  | 215  | 215  | 215  | 215  | 216  |
|               | 2013 | 2015 | 2016 | 2017 | 2018 | 2019 | 2020 | 2021 | 2022 |